# 埃克塞特教區
聖公會埃克塞特教區（英語：Diocese of Exeter）是英格蘭教會坎特伯雷教省下面的一個教區。始於909年，1050年遷至埃克塞特至今。
轄區包括德文郡，座堂是埃克塞特座堂，現任主教為彌額爾·朗格利殊。下分兩個副主教區、四個會吏長區及廿五個會吏區，管理506個堂區。